# キース・ルーカス

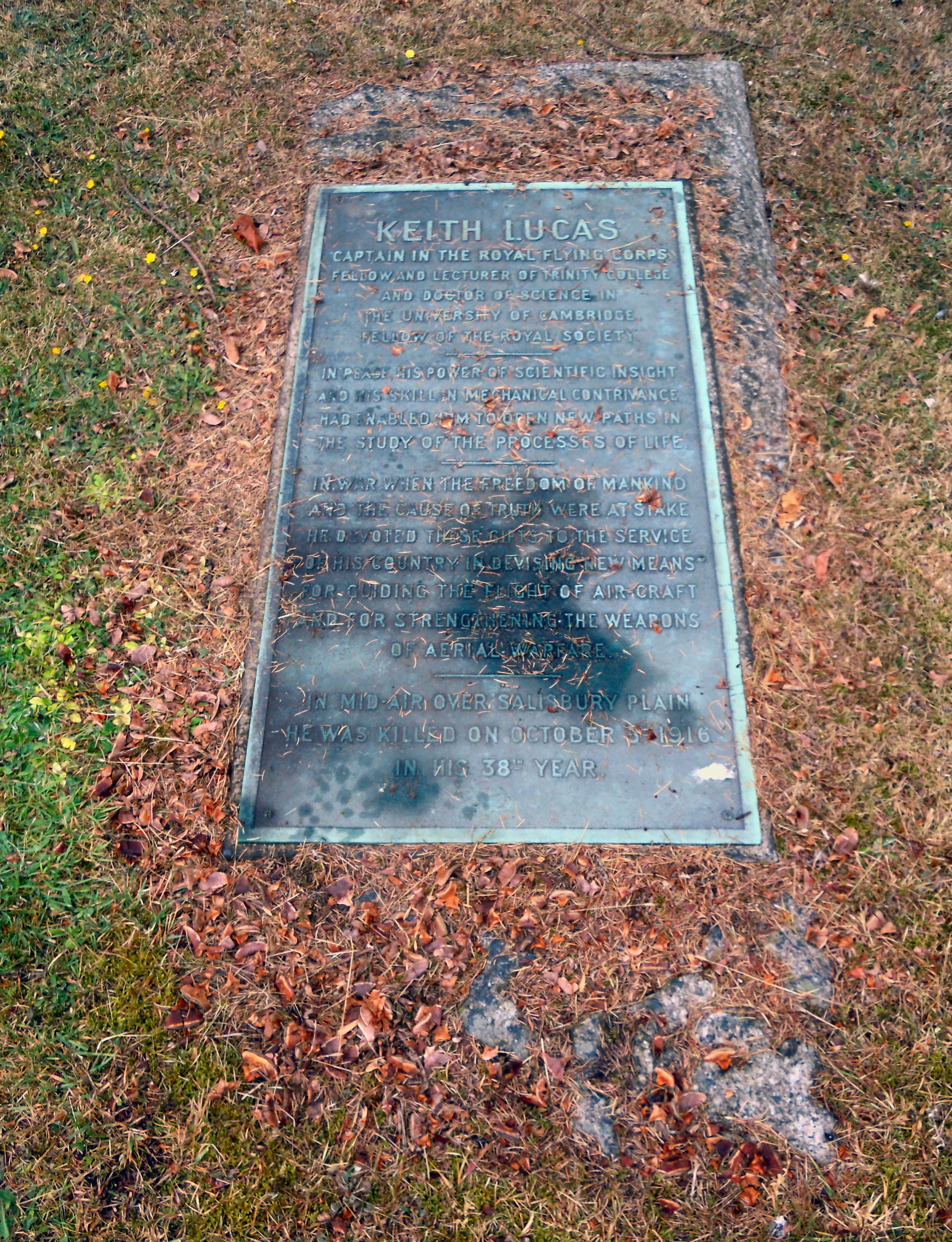
キース・ルーカスの墓碑

キース・ルーカス （英: Keith Lucas、1879年3月8日 - 1916年10月5日） は、イギリスの科学者である。ケンブリッジ大学トリニティ・カレッジに研究員、講師として勤め、神経科学分野において先駆的な業績を残した。

## 
1879年にフランシス・ロバート・ルーカスとK.ルーカス夫妻の間にグリニッジで生まれ、ラグビー校、ケンブリッジ大学トリニティ・カレッジで学び、1904年にトリニティ・カレッジの研究員（フェロー）になった。1913年、王立協会会員に選出され、その前年には同協会のクルーニアン・メダルを受賞し、記念講義の講師に招かれている。第一次世界大戦まで、ケンブリッジ大学で調査研究と指導に携わると共に、ケンブリッジ科学計器社（Cambridge Scientific Instrument Company）の重役の一人であった。
1914年、戦争が勃発すると、ルーカスは大学を離れ、計器についての貴重な技術と創造性を英国陸軍航空隊に捧げた。英国陸軍航空隊の大尉としてハンプシャーのファーンバラにあったRoyal Aircraft Factory（ロイヤル・エアクラフト・エスタブリッシュメントの前身）で、航空機用コンパスの開発と改善に従事し、飛行中の多様な条件下に適応したコンパスの開発に成功。
第一次世界大戦中の1916年10月5日、ウィルトシャーのソールズベリ平原上空で、ルーカスの乗った飛行機が別の飛行機と衝突した事故で死亡した。彼の遺体はオールダーショット軍事墓地に埋葬され、ケンブリッジシャーのフェンディットンに記念碑が建てられた。

## 著書
"The conduction of the nervous impulse"（openlibrary.org）、エドガー・エイドリアン改訂、1917年、LONGMANS, GREEN AND Co.

## 家族
1909年、C.E.ハバート牧師の娘アリスと結婚し、三人の息子が生まれた。息子たちはそれぞれ別の道を歩み、各分野で業績を残した。
- アラン・キース＝ルーカス（Alan Keith-Lucas）　社会福祉
- デイビッド・キース＝ルーカス（David Keith-Lucas）　航空工学
- ブライアン・キース＝ルーカス（Bryan Keith-Lucas）　政治学